# Douglas Bay Horse Tramway

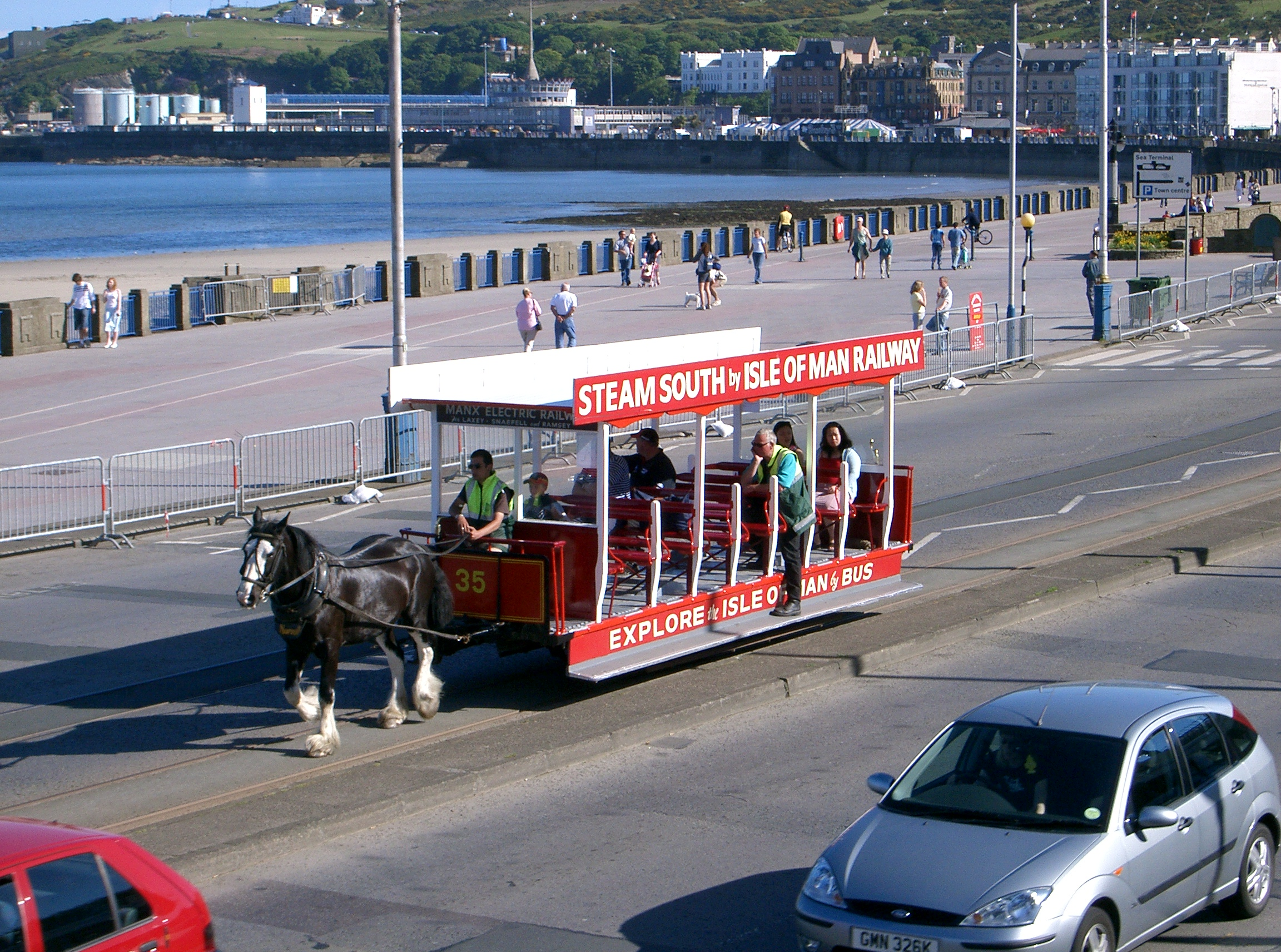
De tram langs de zee.

Douglas Bay Horse Tramway is een paardentramlijn in Douglas, de hoofdstad van het eiland Man. De tramroute loopt langs de zee en is ongeveer 2,6 kilometer lang.

## Geschiedenis

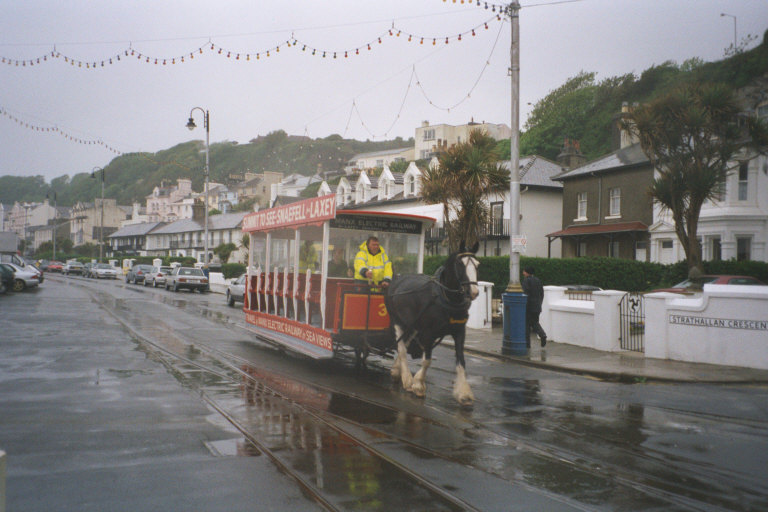
De tram in 2002.

De tram werd gebouwd en geëxploiteerd door Thomas Lightfoot, een gepensioneerde ingenieur uit de Engelse stad Sheffield. De tram werd voor het eerst geïntroduceerd in 1876 en heeft tot op heden elk jaar gelopen, met uitzondering van de periode tijdens de Tweede Wereldoorlog.
In 1882 verkocht Lightfoot de tramlijn aan Isle of Man Tramways Ltd, die later bekend kwam te staan als Isle of Man Tramways & Electric Power Co Ltd (IoMT & EP) en ook eigenaar was van de Manx Electric Railway, de elektrische tramlijn van Man.
Sinds 1927 liepen de paarden alleen nog maar in de zomer. De lijn is een van de meest onderscheidende kenmerken van het toeristische eiland. De tram was eigendom van en wordt geëxploiteerd door de Douglas Borough Council. Deze besloot in januari 2016 de exploitatie niet langer voort te zetten en voor de paarden een huis te zoeken, de rijtuigen aan diverse vervoermusea te schenken en de remises en gebouwen te verkopen.
De lijn is vervolgens overgenomen door het ministerie van infrastructuur op Man, zodat de tramlijn niet verloren is gegaan. 